# Tour de France 1991
Le Tour de France 1991 est la 78e édition du Tour de France, course cycliste qui s'est déroulée du 6 juillet au 28 juillet 1991 sur 22 étapes pour 3 914 km. Le départ a lieu à Lyon ; l'arrivée se juge aux Champs-Élysées à Paris. C'est la première des 5 victoires dans la Grande Boucle de l'Espagnol Miguel Indurain. Il devance au classement général les Italiens Gianni Bugno et Claudio Chiappucci. L'Américain Greg LeMond, triple vainqueur de l'épreuve et favori au départ de Lyon, a craqué à plusieurs reprises dans les cols pyrénéens et alpins et a dû se contenter d'une modeste septième place. C'est pour lui le début du déclin.

## Généralités
- Le départ du Tour a lieu à Lyon ; l'arrivée finale se juge aux Champs-Élysées, à Paris.
- Miguel Indurain, pour sa septième participation, remporte la première de ses cinq victoires dans l'épreuve.
- La génération des vainqueurs des années 1980 (Greg LeMond, Laurent Fignon et Pedro Delgado) cède sa place à la génération Indurain.
- Le maillot jaune danois Rolf Sørensen abandonne sur chute à Valenciennes.
- Le Français Thierry Marie signe une échappée en solitaire de 234 km entre Arras et Le Havre.
- Première victoire d'étape pour un coureur brésilien : Mauro Ribeiro.
- Cinq victoires d'étapes consécutives par des coureurs italiens.
- Le maillot vert ouzbek Djamolidine Abdoujaparov chute lourdement à l'occasion du sprint final sur les Champs-Élysées.
- L'équipe néerlandaise PDM, évoquant une intoxication alimentaire, se retire de la course à Quimper[1].
- Moyenne du vainqueur : 38,747 km/h.

## Contexte
Si ce Tour de France 1991 s'apprête à partir avec pour favoris les stars des années 1980 (Greg LeMond, Pedro Delgado et Laurent Fignon), le déroulement des récents grands tours montre que ces longues épreuves ne sont plus la chasse gardée d'une élite installée. De nombreux francs-tireurs ont réussi à s'imposer sans référence probante : au Tour d'Espagne, Marco Giovannetti et Melchor Mauri ont remporté l'épreuve respectivement en 1990 et 1991 ; au Tour d'Italie, Gianni Bugno a gagné en 1990 et Franco Chioccioli lui a succédé en 1991. Avant de triompher, ces coureurs n'avaient ni la réputation ni le palmarès permettant de les désigner comme des vainqueurs potentiels. De la même façon, le Tour de France avait vu l'inconnu Claudio Chiappucci prendre la deuxième place à Paris en 1990, derrière LeMond.
Certes, Greg LeMond, triple vainqueur de l'épreuve et vainqueur sortant, a la faveur des pronostics car Pedro "Perico" Delgado est moins dominateur que dans le passé alors que son équipier Miguel Indurain semble être arrivé à maturité : le Navarrais a terminé deuxième de la Vuelta derrière Mauri et son passé dans le Tour a clairement démontré les grandes dispositions de ce coureur dans tous les registres. L'équipe Banesto devra donc choisir son chef de file en cours d'épreuve selon les circonstances de course. Laurent Fignon est depuis sa grande année 1989 à la recherche de sa splendeur passée, son palmarès ne s'est pas étoffé, il reste sur un échec au Tour 90 qu'il a marqué par son absence à la suite d'un abandon et surtout, il est isolé dans son équipe Castorama, en conflit avec son directeur sportif Cyrille Guimard qui lui préfère le jeune Luc Leblanc comme leader.
Les outsiders sont nombreux. Le Français Charly Mottet, s'il ne connaît pas de "jour sans", peut peser sur la course. Les Italiens ont pour la première fois depuis longtemps dans le Tour de France des prétendants à la victoire finale : Gianni Bugno a axé sa saison sur la Grande Boucle et Claudio Chiappucci a montré par sa victoire dans Milan-San Remo que sa performance sur le Tour 90 n'était pas un hasard. Enfin, le Néerlandais Erik Breukink, compte tenu de ses aptitudes de rouleur et de grimpeur, peut lui aussi espérer arriver en jaune à Paris.
Pour les classements annexes, Thierry Claveyrolat est candidat à sa propre succession pour le maillot à pois de meilleur grimpeur. Chez les sprinters, la course au maillot vert est très ouverte, la vieille garde représentée par Sean Kelly et Jean-Paul van Poppel ne paraît plus en mesure de dominer la génération montante incarnée par le Belge Johan Museeuw, l'Ouzbek Djamolidine Abdoujaparov ou le Français Laurent Jalabert qui, à 22 ans, participe à son premier Tour de France.

## Déroulement de la course

### À Lyon, la messe semble dite
Spécialiste des prologues, le Français Thierry Marie s'adjuge logiquement la victoire et le premier maillot jaune de ce Tour 1991 et Greg LeMond en profite pour annoncer par sa troisième place (derrière Breukink) qu'il est bien au rendez-vous. Hormis Breukink, tous les autres favoris perdent entre cinq et quinze secondes. Échaudé par la mésaventure de 1990 où, lors de la première étape, un groupe de 4 hommes (dont Chiappucci) avait pris plus de dix minutes au peloton, obligeant ainsi les leaders à une course poursuite de trois semaines, LeMond joue un coup tactique surprenant en se glissant dans l'échappée de la première étape courue autour de Lyon au lendemain matin du prologue. Cette échappée de huit coureurs (dont Breukink) ne prend pas dix minutes mais elle va quand même à son terme et si Djamolidine Abdoujaparov règle Sean Kelly au sprint, LeMond prend le maillot jaune devant Breukink par le jeu des bonifications. L'après-midi, le contre-la-montre par équipes permet au Danois Rolf Sørensen d'enfiler le maillot jaune grâce à la victoire de son équipe Ariostea (malgré une chute collective de cette équipe qui implique Sørensen), mais c'est bien LeMond qui, parmi les favoris du Tour, réalise la meilleure opération en rejetant ses concurrents à plus d'une minute en quittant Lyon.

### Maillot jaune: drame pour Sørensen et joie pour Marie
Rolf Sørensen est victime d'une chute à la fin de l'étape qui mène à Valenciennes. Le porteur du maillot jaune ne franchit pas la ligne d'arrivée. Sa clavicule est fracturée et nécessite une intervention chirurgicale qui l'oblige à abandonner l'épreuve. Ainsi le Danois aura pris le maillot jaune et l'aura perdu sur chute. Greg LeMond, alors deuxième du classement général, refuse de recevoir le maillot jaune dans de telles circonstances. L'étape suivante qui mène au Havre est donc courue sans maillot jaune dans le peloton. C'est l'étape que choisit le Normand Thierry Marie, « régional de l'étape » et déjà vainqueur du prologue, pour se lancer dans une échappée de 234 kilomètres, la plus longue depuis Albert Bourlon en 1947 (253 kilomètres). À l'arrivée, Marie conserve suffisamment d'avance pour faire coup double : gain de l'étape et du maillot jaune.

### Indurain nargue LeMond
Au lendemain de son périple solitaire, Thierry Marie, pourtant bon rouleur, n'a plus les forces nécessaires pour défendre son maillot jaune. Erik Breukink s'inscrit en tête aux premiers pointages intermédiaires et paraît filer vers la victoire, mais il s'effondre sur la fin du parcours. Miguel Indurain, plus régulier, réalise un meilleur temps provisoire que les Italiens Bugno et Chiappucci. Les Français Bernard, Mottet et Louviot ne sont pas en mesure d'approcher les meilleurs temps. Seul Greg LeMond rivalise avec les temps intermédiaires de l'Espagnol. À l'arrivée, LeMond est vaincu par Indurain pour huit secondes mais il récupère à nouveau la première place au classement général.

### L'affaire PDM
À l'entrée dans la Bretagne, où l'étape du 14 juillet a failli sourire au Français Laurent Jalabert qui échoue face au Brésilien Mauro Ribeiro, le peloton est secoué par l'annonce du retrait de l'équipe PDM. Officiellement, tous les membres de l'équipe néerlandaise ont été victimes d'une intoxication alimentaire mais très vite, la rumeur évoque des malaises en relation avec un système de dopage organisé. Ainsi, des coureurs de premier plan comme Erik Breukink, Raúl Alcalá, Jean-Paul van Poppel et Sean Kelly, quittent la course alors que la polémique est vive entre journalistes et directeurs sportifs. La course reprend toutefois rapidement ses droits et l'affaire PDM connaît des développements ou révélations en marge du Tour.

### Mottet, fusil à deux coups
La route vers Saint-Herblain, dans la 11e étape, présente une dernière occasion pour les sprinters de s'illustrer avant de franchir les Pyrénées. Le peloton se présente groupé à cinq kilomètres de l'arrivée et les équipes de sprinters s'organisent pour le sprint final. Charly Mottet place alors une attaque imparable et file en « poursuiteur » vers l'arrivée pour s'imposer juste devant le peloton. Après une journée de repos qui permet au Tour de se rendre au pied des Pyrénées, les favoris abordent la haute montagne avec prudence. Luc Leblanc, Maurizio Fondriest et Pascal Richard s'échappent dans le Col d'Ichère mais Mottet réalise un nouveau coup de panache en rejoignant le groupe de tête et en s'adjugent la victoire d'étape à Jaca, en Espagne. Luc Leblanc revêt le maillot jaune.

### Val Louron, le choc des générations
La 13e étape entre Jaca et Val-Louron comporte cinq cols. Dans la troisième difficulté, le col du Tourmalet, Delgado et Fignon sont décrochés d'un groupe constitué d’Indurain, Bugno, Chiappucci, Mottet, LeMond, Hampsten, Rué et Leblanc, le maillot jaune. LeMond est légèrement distancé au sommet (17 secondes de retard). Indurain s'échappe dans la descente du col du Tourmalet et prend rapidement près d'une minute d'avance sur le groupe du maillot jaune. LeMond et Fignon retrouvent ce groupe avant la fin de la descente. Dans la vallée qui conduit au col d'Aspin, Chiappucci s’échappe également et revient sur Indurain. Les deux hommes iront en tête jusqu'à l'arrivée. Dans l'Aspin, Leblanc puis LeMond connaissent une défaillance. LeMond, malchanceux, chute à la suite d'un accrochage avec une voiture suiveuse, il repart avec l'aide de son coéquipier Éric Boyer. Bugno, Fignon et Mottet poursuivent le duo de tête, mais les deux Français sont lâchés dans la montée finale vers Val-Louron. Au sommet, Chiappucci est vainqueur, Indurain, deuxième à 1 seconde, endosse le premier maillot jaune de sa carrière et Bugno complète le podium. La quatrième place de Fignon, à 2 minute 50, et la neuvième place de LeMond, à 7 minute 16, symbolisent la perte de pouvoir des anciens vainqueurs du Tour. Delgado, quant à lui, se contente désormais d'un rôle d'équipier pour le compte du nouveau leader, Indurain.

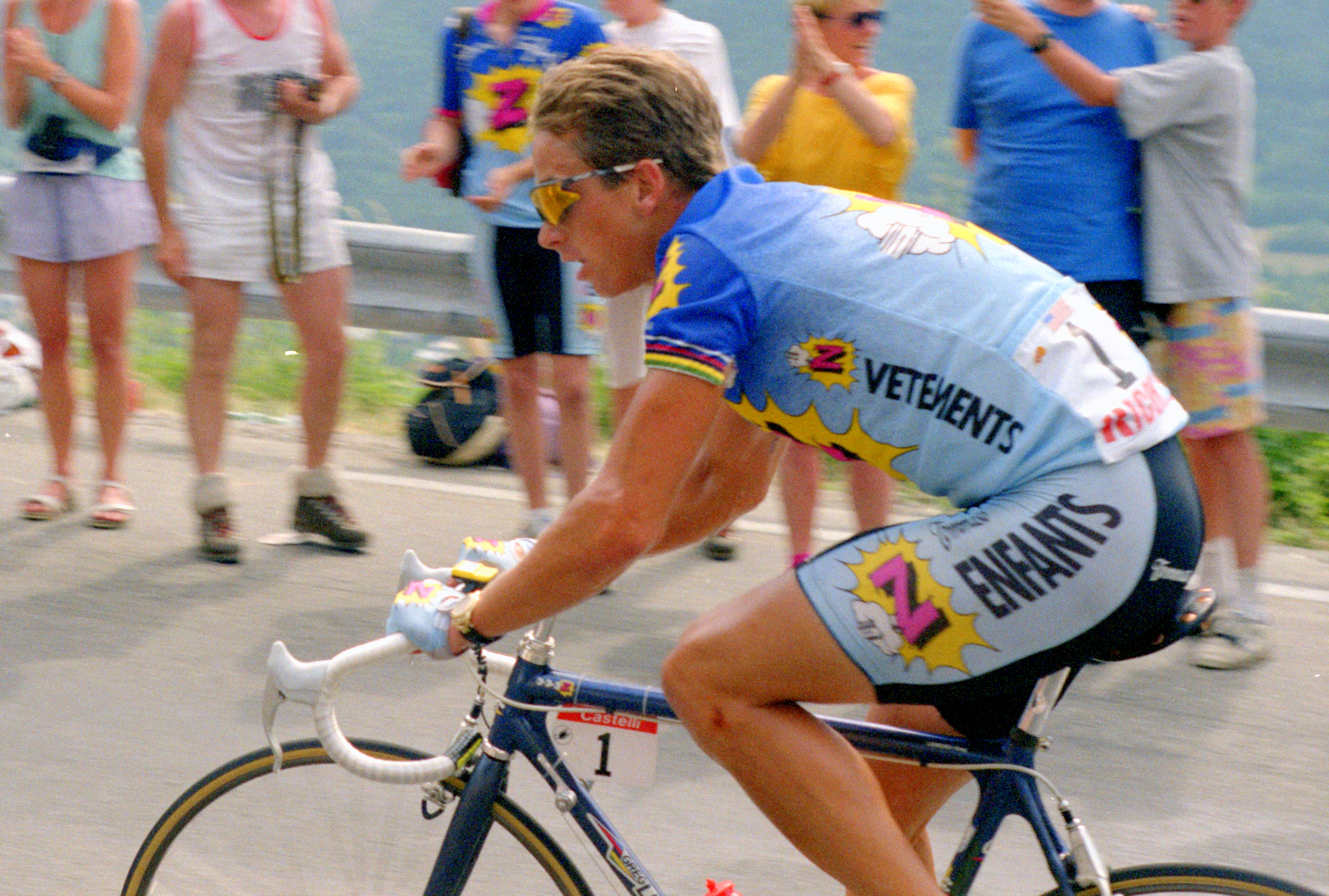
Greg LeMond à L'Alpe d'Huez.

### Indurain cadenasse les Alpes
L'étape de l'Alpe d'Huez se résume à une course de côte. Gianni Bugno imprime un rythme élevé en début d'ascension mais, sans attaquer franchement, il ne surprend pas Indurain qui le suit sans difficulté. À mi-pente, seuls les Français Jean-François Bernard et Luc Leblanc peuvent suivre le duo Bugno-Indurain, Chiappucci étant légèrement distancé, Fignon, Delgado et Mottet un peu plus. Bernard, équipier d'Indurain, prend le relais et assure un tempo qui neutralise Bugno. Indurain achève cette course d'asphyxie et, à l'arrivée, Bugno remporte l'étape (pour la deuxième année consécutive, c'est lui qui gagne dans la célèbre station) mais ne reprend aucun temps à Indurain. Le lendemain, l'étape qui conduit le peloton sous la pluie vers Morzine voit la victoire du grimpeur français Thierry Claveyrolat devant l'autre Français Thierry Bourguignon tandis que l'équipe Banesto contrôle parfaitement le peloton. Fignon est le seul à tenter d'attaquer, en vain, Bugno et Chiappucci ne voulant apparemment plus contester la suprématie d'Indurain. LeMond est incapable de suivre les meilleurs, il sombre au classement général.

### L'ère Indurain commence
Indurain parachève sa victoire finale grâce à l'ultime contre la montre de Mâcon où, comme à Alençon, il se montre intraitable face au chronomètre et conforte ainsi son maillot jaune. LeMond, pour l'honneur, décroche la troisième place dans cet exercice. L'Américain remet ça lors de la dernière étape en s'échappant à l'entrée dans Paris, ce qui lui vaut de se présenter seul sur les Champs-Élysées. Il est toutefois rapidement repris par le peloton et l'étape est conclue par un sprint marqué par la chute de Djamolidin Abdoujaparov, porteur du maillot vert, à cent mètres de l'arrivée. Gravement blessé, l'Ouzbek ne franchira pas la ligne de l'avenue parisienne mais par le bénéfice du règlement, il sauve son maillot vert sans pouvoir l'honorer sur le podium.

## Étapes
| Étape,    | Date       | Villes étapes                  |                              | Distance (km)    | Vainqueur d’étape        | Leader du classement général |
| --------- | ---------- | ------------------------------ | ---------------------------- | ---------------- | ------------------------ | ---------------------------- |
| Prologue  | 6 juillet  | Lyon – Lyon                    | Contre-la-montre individuel  | 5,4              | Thierry Marie            | Thierry Marie                |
| 1re étape | 7 juillet  | Lyon – Lyon                    | Étape de plaine              | 114,5            | Djamolidine Abdoujaparov | Greg LeMond                  |
| 2e étape  | 7 juillet  | Bron – Chassieu - Eurexpo      | Contre-la-montre par équipes | 36,5             | Ariostea                 | Rolf Sørensen                |
| 3e étape  | 8 juillet  | Villeurbanne – Dijon           | Étape de plaine              | 210,5            | Etienne De Wilde         | Rolf Sørensen                |
| 4e étape  | 9 juillet  | Dijon – Reims                  | Étape de plaine              | 286              | Djamolidine Abdoujaparov | Rolf Sørensen                |
| 5e étape  | 10 juillet | Reims – Valenciennes           | Étape de plaine              | 149,5            | Jelle Nijdam             | Rolf Sørensen                |
| 6e étape  | 11 juillet | Arras – Le Havre               | Étape de plaine              | 259              | Thierry Marie            | Thierry Marie                |
| 7e étape  | 12 juillet | Le Havre – Argentan            | Étape de plaine              | 196,5            | Jean-Paul van Poppel     | Thierry Marie                |
| 8e étape  | 13 juillet | Argentan – Alençon             | Contre-la-montre individuel  | 73               | Miguel Indurain          | Greg LeMond                  |
| 9e étape  | 14 juillet | Alençon – Rennes               | Étape de plaine              | 161              | Mauro Ribeiro            | Greg LeMond                  |
| 10e étape | 15 juillet | Rennes – Quimper               | Étape de plaine              | 207,5            | Phil Anderson            | Greg LeMond                  |
| 11e étape | 16 juillet | Quimper – Saint-Herblain       | Étape de plaine              | 246              | Charly Mottet            | Greg LeMond                  |
|           | 17 juillet | Pau                            | Jour de repos                | Journée de repos | Journée de repos         | Journée de repos             |
| 12e étape | 18 juillet | Pau – Jaca (ESP)               | Étape de montagne            | 192              | Charly Mottet            | Luc Leblanc                  |
| 13e étape | 19 juillet | Jaca (ESP) – Val-Louron        | Étape de montagne            | 232              | Claudio Chiappucci       | Miguel Indurain              |
| 14e étape | 20 juillet | Saint-Gaudens – Castres        | Étape de plaine              | 172,5            | Bruno Cenghialta         | Miguel Indurain              |
| 15e étape | 21 juillet | Albi – Alès                    | Étape de moyenne montagne    | 235              | Moreno Argentin          | Miguel Indurain              |
| 16e étape | 22 juillet | Alès – Gap                     | Étape de plaine              | 215              | Marco Lietti             | Miguel Indurain              |
| 17e étape | 23 juillet | Gap – L'Alpe d'Huez            | Étape de montagne            | 125              | Gianni Bugno             | Miguel Indurain              |
| 18e étape | 24 juillet | Le Bourg-d'Oisans – Morzine    | Étape de montagne            | 255              | Thierry Claveyrolat      | Miguel Indurain              |
| 19e étape | 25 juillet | Morzine – Aix-les-Bains        | Étape de moyenne montagne    | 177              | Dimitri Konyshev         | Miguel Indurain              |
| 20e étape | 26 juillet | Aix-les-Bains – Mâcon          | Étape de moyenne montagne    | 160              | Viatcheslav Ekimov       | Miguel Indurain              |
| 21e étape | 27 juillet | Lugny – Mâcon                  | Contre-la-montre individuel  | 57               | Miguel Indurain          | Miguel Indurain              |
| 22e étape | 28 juillet | Melun – Paris - Champs-Élysées | Étape de plaine              | 178              | Dimitri Konyshev         | Miguel Indurain              |

## Classements

### Classement général final
| Classement général | Classement général    | Classement général | Classement général       | Classement général  |
|                    | Coureur               | Pays               | Équipe                   | Temps               |
| ------------------ | --------------------- | ------------------ | ------------------------ | ------------------- |
| 1er                | Miguel Indurain       | Espagne            | Banesto                  | en 101 h 1 min 20 s |
| 2e                 | Gianni Bugno          | Italie             | Gatorade-Chateau d'Ax    | + 3 min 36 s        |
| 3e                 | Claudio Chiappucci    | Italie             | Carrera Jeans-Vagabond   | + 5 min 56 s        |
| 4e                 | Charly Mottet         | France             | RMO                      | + 7 min 37 s        |
| 5e                 | Luc Leblanc           | France             | Castorama-Raleigh        | + 10 min 10 s       |
| 6e                 | Laurent Fignon        | France             | Castorama-Raleigh        | + 11 min 27 s       |
| 7e                 | Greg LeMond           | États-Unis         | Z                        | + 13 min 13 s       |
| 8e                 | Andrew Hampsten       | États-Unis         | Motorola                 | + 13 min 40 s       |
| 9e                 | Pedro Delgado         | Espagne            | Banesto                  | + 20 min 10 s       |
| 10e                | Gérard Rué            | France             | Helvetia-La Suisse       | + 20 min 13 s       |
| 11e                | Eduardo Chozas        | Espagne            | ONCE                     | + 21 min 0 s        |
| 12e                | Abelardo Rondón       | Colombie           | Banesto                  | + 26 min 47 s       |
| 13e                | Gert-Jan Theunisse    | Pays-Bas           | TVM-Sanyo                | + 27 min 10 s       |
| 14e                | Jean-François Bernard | France             | Banesto                  | + 28 min 57 s       |
| 15e                | Maurizio Fondriest    | Italie             | Panasonic-Sportlife      | + 30 min 9 s        |
| 16e                | Denis Roux            | France             | Toshiba                  | + 30 min 40 s       |
| 17e                | Éric Caritoux         | France             | RMO                      | + 32 min 39 s       |
| 18e                | Alberto Camargo       | Colombie           | Postobón Manzana-Ryalcao | + 32 min 54 s       |
| 19e                | Álvaro Mejía          | Colombie           | Postobón Manzana-Ryalcao | + 33 min 52 s       |
| 20e                | Frédéric Vichot       | France             | Castorama-Raleigh        | + 36 min 43 s       |
| 21e                | Gilles Delion         | France             | Helvetia-La Suisse       | + 38 min 43 s       |
| 22e                | Javier Murguialday    | Espagne            | Amaya Seguros            | + 39 min 11 s       |
| 23e                | Jérôme Simon          | France             | Z                        | + 39 min 14 s       |
| 24e                | Fabrice Philipot      | France             | Banesto                  | + 41 min 56 s       |
| 25e                | Thierry Bourguignon   | France             | Toshiba                  | + 42 min 32 s       |
| modifier           |                       |                    |                          |                     |

### Classements annexes finals
| Classement par points | Classement par points    | Classement par points | Classement par points  | Classement par points |
| --------------------- | ------------------------ | --------------------- | ---------------------- | --------------------- |
|                       | Coureur                  | Pays                  | Équipe                 | Point(s)              |
| 1er                   | Djamolidine Abdoujaparov | Union soviétique      | Carrera Jeans-Vagabond | 316 points            |
| 2e                    | Laurent Jalabert         | France                | Toshiba                | 263 pts               |
| 3e                    | Olaf Ludwig              | Allemagne             | Panasonic-Sportlife    | 175 pts               |
| 4e                    | Jean-Claude Colotti      | France                | Tonton Tapis-GB        | 159 pts               |
| 5e                    | Andreas Kappes           | Allemagne             | Histor-Sigma           | 151 pts               |
| 6e                    | Etienne De Wilde         | Belgique              | Histor-Sigma           | 143 pts               |
| 7e                    | Greg LeMond              | États-Unis            | Z                      | 139 pts               |
| 8e                    | Maurizio Fondriest       | Italie                | Panasonic-Sportlife    | 130 pts               |
| 9e                    | Phil Anderson            | Australie             | Motorola               | 127 pts               |
| 10e                   | Dmitri Konychev          | Union soviétique      | TVM-Sanyo              | 107 pts               |
| modifier              |                          |                       |                        |                       |

| Classement du meilleur grimpeur | Classement du meilleur grimpeur | Classement du meilleur grimpeur | Classement du meilleur grimpeur | Classement du meilleur grimpeur |
| ------------------------------- | ------------------------------- | ------------------------------- | ------------------------------- | ------------------------------- |
|                                 | Coureur                         | Pays                            | Équipe                          | Point(s)                        |
| 1er                             | Claudio Chiappucci              | Italie                          | Carrera Jeans-Vagabond          | 312 points                      |
| 2e                              | Thierry Claveyrolat             | France                          | RMO                             | 277 pts                         |
| 3e                              | Luc Leblanc                     | France                          | Castorama-Raleigh               | 164 pts                         |
| 4e                              | Gianni Bugno                    | Italie                          | Gatorade-Chateau d'Ax           | 157 pts                         |
| 5e                              | Miguel Indurain                 | Espagne                         | Banesto                         | 141 pts                         |
| 6e                              | Andrew Hampsten                 | États-Unis                      | Motorola                        | 128 pts                         |
| 7e                              | Charly Mottet                   | France                          | RMO                             | 122 pts                         |
| 8e                              | Pascal Richard                  | Suisse                          | Helvetia-La Suisse              | 118 pts                         |
| 9e                              | Roberto Conti                   | Italie                          | Ariostea                        | 110 pts                         |
| 10e                             | Peter De Clercq                 | Belgique                        | Lotto-Superclub                 | 88 pts                          |
| modifier                        |                                 |                                 |                                 |                                 |

| Classement du meilleur jeune | Classement du meilleur jeune | Classement du meilleur jeune | Classement du meilleur jeune | Classement du meilleur jeune |
|                              | Coureur                      | Pays                         | Équipe                       | Temps                        |
| ---------------------------- | ---------------------------- | ---------------------------- | ---------------------------- | ---------------------------- |
| 1er                          | Alvaro Mejia                 | Colombie                     | Postobón Manzana-Ryalcao     | en 101 h 35 min 12 s         |
| 2e                           | Gerrit de Vries              | Pays-Bas                     | Buckler-Colnago-Decca        | + 20 min 55 s                |
| 3e                           | Dominik Krieger              | Allemagne                    | Helvetia-La Suisse           | + 55 min 29 s                |
| 4e                           | Thierry Laurent              | France                       | RMO                          | + 1 h 2 min 13 s             |
| 5e                           | Miguel Ángel Martínez        | Espagne                      | ONCE                         | + 1 h 8 min 22 s             |
| 6e                           | Dimitri Zhdanov              | Union soviétique             | Panasonic-Sportlife          | + 1 h 15 min 40 s            |
| 7e                           | Enrico Zaina                 | Italie                       | Carrera Jeans-Vagabond       | + 1 h 23 min 46 s            |
| 8e                           | Enrique Guerrikagoitia (en)  | Espagne                      | Amaya Seguros                | + 2 h 5 min 56 s             |
| 9e                           | José Manuel Oliveira         | Espagne                      | CLAS-Cajastur                | + 2 h 11 min 12 s            |
| 10e                          | Lawrence Roche               | Irlande                      | Tonton Tapis-GB              | + 2 h 25 min 33 s            |
| modifier                     |                              |                              |                              |                              |

| Classement par équipes | Classement par équipes   | Classement par équipes | Classement par équipes |
|                        | Équipe                   | Pays                   | Temps                  |
| ---------------------- | ------------------------ | ---------------------- | ---------------------- |
| 1re                    | Banesto                  | Espagne                | en 303 h 28 min 50 s   |
| 2e                     | Castorama-Raleigh        | France                 | + 25 min 44 s          |
| 3e                     | RMO                      | France                 | + 50 min 25 s          |
| 4e                     | Z                        | France                 | + 57 min 29 s          |
| 5e                     | Postobón Manzana-Ryalcao | Colombie               | + 1 h 9 min 45 s       |
| 6e                     | Helvetia-La Suisse       | Suisse                 | + 1 h 11 min 19 s      |
| 7e                     | ONCE                     | Espagne                | + 1 h 27 min 50 s      |
| 8e                     | Amaya Seguros            | Espagne                | + 1 h 38 min 24 s      |
| 9e                     | Toshiba                  | France                 | + 1 h 48 min 31 s      |
| 10e                    | Carrera Jeans-Vagabond   | Italie                 | + 1 h 51 min 27 s      |
| modifier               |                          |                        |                        |

### Évolution des classements
| Étape              | Vainqueur                | Classement général | Classement par points    | Classement de la montagne | Classement du meilleur jeune | Classement par équipes | Prix de la combativité  | Prix de la combativité |
| Étape              | Vainqueur                | Classement général | Classement par points    | Classement de la montagne | Classement du meilleur jeune | Classement par équipes | Combatif de l'étape     | Leader                 |
| ------------------ | ------------------------ | ------------------ | ------------------------ | ------------------------- | ---------------------------- | ---------------------- | ----------------------- | ---------------------- |
| P                  | Thierry Marie            | Thierry Marie      | Thierry Marie            | non décerné               | Laurent Jalabert             | Castorama-Raleigh      | non décerné             | non décerné            |
| 1                  | Djamolidine Abdoujaparov | Greg LeMond        | Greg LeMond              | Rolf Järmann              | Laurent Jalabert             | PDM-Concorde-Ultima    | Greg LeMond             | Greg LeMond            |
| 2                  | Ariostea                 | Rolf Sørensen      | Greg LeMond              | Rolf Järmann              | Massimiliano Lelli           | PDM-Concorde-Ultima    | non décerné             | Greg LeMond            |
| 3                  | Etienne De Wilde         | Rolf Sørensen      | Djamolidine Abdoujaparov | Rolf Järmann              | Massimiliano Lelli           | PDM-Concorde-Ultima    | Sammie Moreels          | Greg LeMond            |
| 4                  | Djamolidine Abdoujaparov | Rolf Sørensen      | Djamolidine Abdoujaparov | Peter De Clercq           | Massimiliano Lelli           | PDM-Concorde-Ultima    | Benjamin Van Itterbeeck | Greg LeMond            |
| 5                  | Jelle Nijdam             | Rolf Sørensen      | Djamolidine Abdoujaparov | Peter De Clercq           | Massimiliano Lelli           | PDM-Concorde-Ultima    | Claudio Chiappucci      | Claudio Chiappucci     |
| 6                  | Thierry Marie            | Thierry Marie      | Djamolidine Abdoujaparov | Thierry Marie             | Massimiliano Lelli           | PDM-Concorde-Ultima    | Thierry Marie           | Thierry Marie          |
| 7                  | Jean-Paul van Poppel     | Thierry Marie      | Djamolidine Abdoujaparov | Peter De Clercq           | Massimiliano Lelli           | PDM-Concorde-Ultima    | Rolf Gölz               | Thierry Marie          |
| 8                  | Miguel Indurain          | Greg LeMond        | Djamolidine Abdoujaparov | Peter De Clercq           | Massimiliano Lelli           | PDM-Concorde-Ultima    | non décerné             | Thierry Marie          |
| 9                  | Mauro Ribeiro            | Greg LeMond        | Djamolidine Abdoujaparov | Peter De Clercq           | Massimiliano Lelli           | PDM-Concorde-Ultima    | Henri Abadie            | Thierry Marie          |
| 10                 | Phil Anderson            | Greg LeMond        | Djamolidine Abdoujaparov | Peter De Clercq           | Massimiliano Lelli           | PDM-Concorde-Ultima    | Thierry Laurent         | Thierry Marie          |
| 11                 | Charly Mottet            | Greg LeMond        | Djamolidine Abdoujaparov | Peter De Clercq           | Massimiliano Lelli           | Banesto                | Michel Vermote          | Thierry Marie          |
| 12                 | Charly Mottet            | Luc Leblanc        | Djamolidine Abdoujaparov | Pascal Richard            | Miguel Ángel Martínez Torres | Castorama-Raleigh      | Charly Mottet           | Thierry Marie          |
| 13                 | Claudio Chiappucci       | Miguel Indurain    | Djamolidine Abdoujaparov | Claudio Chiappucci        | Álvaro Mejía                 | Banesto                | Miguel Indurain         | Claudio Chiappucci     |
| 14                 | Bruno Cenghialta         | Miguel Indurain    | Djamolidine Abdoujaparov | Claudio Chiappucci        | Álvaro Mejía                 | Banesto                | Bruno Cenghialta        | Claudio Chiappucci     |
| 15                 | Moreno Argentin          | Miguel Indurain    | Djamolidine Abdoujaparov | Claudio Chiappucci        | Álvaro Mejía                 | Banesto                | Moreno Argentin         | Claudio Chiappucci     |
| 16                 | Marco Lietti             | Miguel Indurain    | Djamolidine Abdoujaparov | Claudio Chiappucci        | Álvaro Mejía                 | Banesto                | Laurent Fignon          | Claudio Chiappucci     |
| 17                 | Gianni Bugno             | Miguel Indurain    | Djamolidine Abdoujaparov | Claudio Chiappucci        | Álvaro Mejía                 | Banesto                | Pello Ruiz Cabestany    | Claudio Chiappucci     |
| 18                 | Thierry Claveyrolat      | Miguel Indurain    | Djamolidine Abdoujaparov | Claudio Chiappucci        | Álvaro Mejía                 | Banesto                | Thierry Bourguignon     | Claudio Chiappucci     |
| 19                 | Dmitri Konychev          | Miguel Indurain    | Djamolidine Abdoujaparov | Claudio Chiappucci        | Álvaro Mejía                 | Banesto                | Melcior Mauri           | Claudio Chiappucci     |
| 20                 | Viatcheslav Ekimov       | Miguel Indurain    | Djamolidine Abdoujaparov | Claudio Chiappucci        | Álvaro Mejía                 | Banesto                | Hendrik Redant          | Claudio Chiappucci     |
| 21                 | Miguel Indurain          | Miguel Indurain    | Djamolidine Abdoujaparov | Claudio Chiappucci        | Álvaro Mejía                 | Banesto                | non décerné             | Claudio Chiappucci     |
| 22                 | Dmitri Konychev          | Miguel Indurain    | Djamolidine Abdoujaparov | Claudio Chiappucci        | Álvaro Mejía                 | Banesto                | Greg LeMond             | Claudio Chiappucci     |
| Classements finals | Classements finals       | Miguel Indurain    | Djamolidine Abdoujaparov | Claudio Chiappucci        | Álvaro Mejía                 | Banesto                | Claudio Chiappucci      | Claudio Chiappucci     |

## Liste des coureurs
La liste ci-dessous présente les coureurs inscrits par numéro de dossard.
| Légende | Légende                                                                    | Légende | Légende                                                    |
| ------- | -------------------------------------------------------------------------- | ------- | ---------------------------------------------------------- |
| Num     | Dossard de départ porté par le coureur sur ce Tour                         | Pos     | Position à l'arrivée de la course                          |
|         | Indique un maillot de champion national ou mondial, suivi de sa spécialité | NP      | Indique un coureur qui n'a pas pris le départ de la course |
| AB      | Indique un coureur qui n'a pas terminé la course                           | HD      | Indique un coureur qui a terminé la course hors des délais |

| Z   | Z                             | Z     |
| --- | ----------------------------- | ----- |
| Num | Coureur                       | Pos   |
| 1   | Greg LeMond (USA)             | 7e    |
| 2   | Éric Boyer (FRA)              | 38e   |
| 3   | Philippe Casado (FRA)         | 87e   |
| 4   | Bruno Cornillet (FRA)         | 54e   |
| 5   | Gilbert Duclos-Lassalle (FRA) | 60e   |
| 6   | Atle Kvålsvoll (NOR)          | NP-18 |
| 7   | François Lemarchand (FRA)     | 101e  |
| 8   | Robert Millar (GBR)           | 72e   |
| 9   | Jérôme Simon (FRA)            | 57e   |

| Carrera Jeans-Vagabond | Carrera Jeans-Vagabond         | Carrera Jeans-Vagabond |
| ---------------------- | ------------------------------ | ---------------------- |
| Num                    | Coureur                        | Pos                    |
| 11                     | Claudio Chiappucci (ITA)       | 3e                     |
| 12                     | Djamolidine Abdoujaparov (URS) | 85e                    |
| 13                     | Guido Bontempi (ITA)           | 96e                    |
| 14                     | Alessandro Gianelli (ITA)      | 40e                    |
| 15                     | Erich Maechler (SUI)           | 128e                   |
| 16                     | Jure Pavlič (SLO)              | 134e                   |
| 17                     | Giancarlo Perini (ITA)         | 120e                   |
| 18                     | Vladimir Poulnikov (URS)       | 88e                    |
| 19                     | Enrico Zaina (ITA)             | 93e                    |

| PDM-Concorde-Ultima | PDM-Concorde-Ultima        | PDM-Concorde-Ultima |
| ------------------- | -------------------------- | ------------------- |
| Num                 | Coureur                    | Pos                 |
| 21                  | Erik Breukink (NED)        | NP-11               |
| 22                  | Raúl Alcalá (MEX)          | NP-11               |
| 23                  | Falk Boden (GER)           | HD-10               |
| 24                  | Martin Earley (IRL)        | AB-10               |
| 25                  | Sean Kelly (IRL)           | NP-11               |
| 26                  | Uwe Raab (GER)             | NP-10               |
| 27                  | Jos van Aert (NED)         | NP-11               |
| 28                  | Jean-Paul van Poppel (NED) | AB-10               |
| 29                  | Nico Verhoeven (NED)       | NP-10               |

| Banesto | Banesto                     | Banesto |
| ------- | --------------------------- | ------- |
| Num     | Coureur                     | Pos     |
| 31      | Pedro Delgado (ESP)         | 9e      |
| 32      | Marino Alonso (ESP)         | 123e    |
| 33      | Dominique Arnaud (FRA)      | 77e     |
| 34      | Jean-François Bernard (FRA) | 14e     |
| 35      | Miguel Indurain (ESP)       | 1er     |
| 36      | Javier Lukin (ESP)          | 119e    |
| 37      | Fabrice Philipot (FRA)      | 24e     |
| 38      | Jesús Rodríguez Magro (ESP) | 100e    |
| 39      | Abelardo Rondón (COL)       | 12e     |

| ONCE | ONCE                         | ONCE  |
| ---- | ---------------------------- | ----- |
| Num  | Coureur                      | Pos   |
| 41   | Marino Lejarreta (ESP)       | 53e   |
| 42   | Eduardo Chozas (ESP)         | 11e   |
| 43   | Herminio Díaz Zabala (ESP)   | 75e   |
| 44   | Anselmo Fuerte (ESP)         | 37e   |
| 45   | Stephen Hodge (AUS)          | 67e   |
| 46   | Miguel Martinez-Torres (ESP) | 76e   |
| 47   | Melchor Mauri (ESP)          | 64e   |
| 48   | José Luis Villanueva (ESP)   | AB-13 |
| 49   | Johnny Weltz (DEN)           | AB-18 |

| Gatorade-Chateau d'Ax | Gatorade-Chateau d'Ax           | Gatorade-Chateau d'Ax |
| --------------------- | ------------------------------- | --------------------- |
| Num                   | Coureur                         | Pos                   |
| 51                    | Gianni Bugno (ITA)              | 2e                    |
| 52                    | Giuseppe Calcaterra (ITA)       | 149e                  |
| 53                    | Marco Giovannetti (ITA)         | 30e                   |
| 54                    | Roberto Gusmeroli (ITA)         | 131e                  |
| 55                    | Camillo Passera (ITA)           | DQ-17                 |
| 56                    | Mauro-Antonio Santaromita (ITA) | 147e                  |
| 57                    | Jan Schur (GER)                 | 139e                  |
| 58                    | Valerio Tebaldi (ITA)           | 89e                   |
| 59                    | Stefano Zanatta (ITA)           | 141e                  |

| Lotto-Superclub | Lotto-Superclub            | Lotto-Superclub |
| --------------- | -------------------------- | --------------- |
| Num             | Coureur                    | Pos             |
| 61              | Johan Bruyneel (BEL)       | 35e             |
| 62              | Peter De Clercq (BEL)      | 137e            |
| 63              | Sammie Moreels (BEL)       | HD-16           |
| 64              | Johan Museeuw (BEL)        | NP-15           |
| 65              | Jan Nevens (BEL)           | AB-17           |
| 66              | Hendrik Redant (BEL)       | 66e             |
| 67              | Frank Van den Abeele (BEL) | 90e             |
| 68              | Rik Van Slycke (BEL)       | 142e            |
| 69              | Patrick Verschueren (BEL)  | 130e            |

| Motorola | Motorola                 | Motorola |
| -------- | ------------------------ | -------- |
| Num      | Coureur                  | Pos      |
| 71       | Andrew Hampsten (USA)    | 8e       |
| 72       | Phil Anderson (AUS)      | 45e      |
| 73       | Steve Bauer (CAN)        | 97e      |
| 74       | Andy Bishop (USA)        | 126e     |
| 75       | Mike Carter (USA)        | HD-12    |
| 76       | Ron Kiefel (USA)         | 138e     |
| 77       | Dag Otto Lauritzen (NOR) | NP-19    |
| 78       | Sean Yates (GBR)         | NP-16    |
| 79       | Urs Zimmermann (SUI)     | 116e     |

| Amaya Seguros | Amaya Seguros                    | Amaya Seguros |
| ------------- | -------------------------------- | ------------- |
| Num           | Coureur                          | Pos           |
| 81            | Fabio Parra (COL)                | AB-7          |
| 82            | Patrice Esnault (FRA)            | 28e           |
| 83            | Enrique Gerrikagoitia (es) (ESP) | 143e          |
| 84            | Roland Le Clerc (FRA)            | 106e          |
| 85            | Jesús Montoya (ESP)              | 74e           |
| 86            | Javier Murguialday (ESP)         | 22e           |
| 87            | Per Pedersen (DEN)               | 135e          |
| 88            | Ronan Pensec (FRA)               | 41e           |
| 89            | Fernando Quevedo (ESP)           | AB-17         |

| Castorama-Raleigh | Castorama-Raleigh         | Castorama-Raleigh |
| ----------------- | ------------------------- | ----------------- |
| Num               | Coureur                   | Pos               |
| 91                | Laurent Fignon (FRA)      | 6e                |
| 92                | Dominique Arnould (FRA)   | 68e               |
| 93                | Jean-Claude Bagot (FRA)   | 36e               |
| 94                | Christophe Lavainne (FRA) | 92e               |
| 95                | Luc Leblanc (FRA)         | 5e                |
| 96                | Thierry Marie (FRA)       | 111e              |
| 97                | Bjarne Riis (DEN)         | 107e              |
| 98                | Pascal Simon (FRA)        | 57e               |
| 99                | Frédéric Vichot (FRA)     | 20e               |

| Helvetia-La Suisse | Helvetia-La Suisse       | Helvetia-La Suisse |
| ------------------ | ------------------------ | ------------------ |
| Num                | Coureur                  | Pos                |
| 101                | Gilles Delion (FRA)      | 21e                |
| 102                | Serge Demierre (SUI)     | HD-12              |
| 103                | Mauro Gianetti (SUI)     | 98e                |
| 104                | Dominik Krieger (GER)    | 63e                |
| 105                | Henri Manders (NED)      | 144e               |
| 106                | Pascal Richard (SUI)     | 49e                |
| 107                | Gérard Rué (FRA)         | 10e                |
| 108                | Peter Stevenhaagen (NED) | 94e                |
| 109                | Guido Winterberg (SUI)   | 69e                |

| Postobón Manzana-Ryalcao | Postobón Manzana-Ryalcao     | Postobón Manzana-Ryalcao |
| ------------------------ | ---------------------------- | ------------------------ |
| Num                      | Coureur                      | Pos                      |
| 111                      | Luis Herrera (COL)           | 31e                      |
| 112                      | Alberto Camargo (COL)        | 18e                      |
| 113                      | Henry Cárdenas (COL)         | 43e                      |
| 114                      | Arsenio Chaparro (en) (COL)  | 104e                     |
| 115                      | Carlos Mario Jaramillo (COL) | 151e                     |
| 116                      | Álvaro Mejía (COL)           | 19e                      |
| 117                      | Gerardo Moncada (COL)        | 46e                      |
| 118                      | Reynel Montoya (COL)         | 58e                      |
| 119                      | Óscar de Jesús Vargas (COL)  | 48e                      |

| Ariostea | Ariostea                 | Ariostea |
| -------- | ------------------------ | -------- |
| Num      | Coureur                  | Pos      |
| 121      | Moreno Argentin (ITA)    | 59e      |
| 122      | Davide Cassani (ITA)     | 112e     |
| 123      | Bruno Cenghialta (ITA)   | 56e      |
| 124      | Roberto Conti (ITA)      | 29e      |
| 125      | Alberto Elli (ITA)       | 91e      |
| 126      | Rolf Gölz (GER)          | 79e      |
| 127      | Massimiliano Lelli (ITA) | AB-12    |
| 128      | Marco Lietti (ITA)       | AB-17    |
| 129      | Rolf Sørensen (DEN)      | NP-6     |

| RMO | RMO                       | RMO   |
| --- | ------------------------- | ----- |
| Num | Coureur                   | Pos   |
| 131 | Charly Mottet (FRA)       | 14e   |
| 132 | Éric Caritoux (FRA)       | 17e   |
| 133 | Thierry Claveyrolat (FRA) | 27e   |
| 134 | Thierry Laurent (FRA)     | 102e  |
| 135 | Pascal Lino (FRA)         | 70e   |
| 136 | Marc Madiot (FRA)         | 115e  |
| 137 | Yvon Madiot (FRA)         | AB-17 |
| 138 | Mauro Ribeiro (BRA)       | 47e   |
| 139 | Michel Vermote (BEL)      | 118e  |

| TVM-Sanyo | TVM-Sanyo                | TVM-Sanyo |
| --------- | ------------------------ | --------- |
| Num       | Coureur                  | Pos       |
| 141       | Gert-Jan Theunisse (NED) | 13e       |
| 142       | Thomas Barth (GER)       | 156e      |
| 143       | Rob Harmeling (NED)      | 158e      |
| 144       | Vassili Jdanov (URS)     | 86e       |
| 145       | Dimitri Konyshev (URS)   | 52e       |
| 146       | Eddy Schurer (NED)       | 152e      |
| 147       | Jan Siemons (NED)        | 146e      |
| 148       | Jesper Skibby (DEN)      | AB-12     |
| 149       | Sergei Uslamin (URS)     | 136e      |

| Panasonic-Sportlife | Panasonic-Sportlife      | Panasonic-Sportlife |
| ------------------- | ------------------------ | ------------------- |
| Num                 | Coureur                  | Pos                 |
| 151                 | Rudy Dhaenens (BEL)      | HD-13               |
| 152                 | Viatcheslav Ekimov (URS) | 42e                 |
| 153                 | Maurizio Fondriest (ITA) | 15e                 |
| 154                 | Olaf Ludwig (GER)        | 114e                |
| 155                 | Guy Nulens (BEL)         | 62e                 |
| 156                 | Marc Sergeant (BEL)      | 81e                 |
| 157                 | Eric Van Lancker (BEL)   | 84e                 |
| 158                 | Marc van Orsouw (NED)    | 78e                 |
| 159                 | Dimitri Zhdanov URS      | 86e                 |

| Weinmann-Eddy Merckx | Weinmann-Eddy Merckx   | Weinmann-Eddy Merckx |
| -------------------- | ---------------------- | -------------------- |
| Num                  | Coureur                | Pos                  |
| 161                  | Thomas Wegmüller (SUI) | 155e                 |
| 162                  | Alfred Achermann (SUI) | 145e                 |
| 163                  | Carlo Bomans (BEL)     | AB-14                |
| 164                  | Michel Dernies (BEL)   | 105e                 |
| 165                  | Jan Goessens (BEL)     | AB-13                |
| 166                  | Rolf Jaermann (SUI)    | 83e                  |
| 167                  | Werner Stutz (SUI)     | 113e                 |
| 168                  | Rudy Verdonck (BEL)    | 109e                 |
| 169                  | Ludwig Willems (BEL)   | 150e                 |

| Histor-Sigma | Histor-Sigma                  | Histor-Sigma |
| ------------ | ----------------------------- | ------------ |
| Num          | Coureur                       | Pos          |
| 171          | Uwe Ampler (GER)              | 32e          |
| 172          | Etienne De Wilde (BEL)        | 125e         |
| 173          | Brian Holm (DEN)              | 124e         |
| 174          | Andreas Kappes (GER)          | 65e          |
| 175          | Søren Lilholt (DEN)           | AB-13        |
| 176          | Wilfried Peeters (BEL)        | 95e          |
| 177          | Remig Stumpf (GER)            | AB-17        |
| 178          | Benjamin Van Itterbeeck (BEL) | AB-13        |
| 179          | Didier Virvaleix (FRA)        | 50e          |

| Toshiba | Toshiba                   | Toshiba |
| ------- | ------------------------- | ------- |
| Num     | Coureur                   | Pos     |
| 181     | Laurent Jalabert (FRA)    | 71e     |
| 182     | Henri Abadie (FRA)        | 108e    |
| 183     | Thierry Bourguignon (FRA) | 25e     |
| 184     | Christian Chaubet (FRA)   | 110e    |
| 185     | Martial Gayant (FRA)      | AB-12   |
| 186     | Pascal Lance (FRA)        | 99e     |
| 187     | Philippe Louviot (FRA)    | 44e     |
| 188     | Olaf Lurvik (NOR)         | 73e     |
| 189     | Denis Roux (FRA)          | 16e     |

| Buckler-Colnago-Decca | Buckler-Colnago-Decca     | Buckler-Colnago-Decca |
| --------------------- | ------------------------- | --------------------- |
| Num                   | Coureur                   | Pos                   |
| 191                   | Steven Rooks (NED)        | 26e                   |
| 192                   | Gerrit de Vries (NED)     | 34e                   |
| 193                   | Frans Maassen (NED)       | 129e                  |
| 194                   | Jelle Nijdam (NED)        | 117e                  |
| 195                   | Twan Poels (NED)          | 154e                  |
| 196                   | Gerrit Solleveld (NED)    | 133e                  |
| 197                   | Edwig Van Hooydonck (BEL) | 103e                  |
| 198                   | Eric Vanderaerden (BEL)   | 127e                  |
| 199                   | Wiebren Veenstra (NED)    | 157e                  |

| Tonton Tapis-GB | Tonton Tapis-GB           | Tonton Tapis-GB |
| --------------- | ------------------------- | --------------- |
| Num             | Coureur                   | Pos             |
| 201             | Stephen Roche (IRL)       | HD-2            |
| 202             | John Carlsen (DEN)        | AB-13           |
| 203             | Jean-Claude Colotti (FRA) | 80e             |
| 204             | Dirk De Wolf (BEL)        | HD-13           |
| 205             | Patrick Jacobs (BEL)      | 82e             |
| 206             | Francis Moreau (FRA)      | 132e            |
| 207             | Atle Pedersen (NOR)       | HD-13           |
| 208             | Laurent Pillon (FRA)      | 51e             |
| 209             | Lawrence Roche (IRL)      | 153e            |

| CLAS-Cajastur | CLAS-Cajastur                  | CLAS-Cajastur |
| ------------- | ------------------------------ | ------------- |
| Num           | Coureur                        | Pos           |
| 211           | Pello Ruiz Cabestany (ESP)     | 33e           |
| 212           | Manuel Jorge Domínguez (ESP)   | DQ-18         |
| 213           | Javier Duch (en) (ESP)         | 122e          |
| 214           | Nico Emonds (BEL)              | AB-18         |
| 215           | Francisco Espinosa (ESP)       | 66e           |
| 216           | Iñaki Gastón (ESP)             | 61e           |
| 217           | Alberto Leanizbarrutia (ESP)   | 39e           |
| 218           | Francisco Javier Mauleón (ESP) | 55e           |
| 219           | José Manuel Oliveira (ESP)     | 148e          |